# Петровская волость (Клинский уезд)
Петровская волость — волость в составе Клинского уезда Московской губернии Российской империи и РСФСР. Существовала до 1929 года, центром волости было село Петровское.
Под данным 1890 года в селе Петровском размещались волостное правление, квартира полицейского урядника, училище Министерства народного просвещения, земское училище и фельдшерский пункт. В селе Тархово, деревне Лукино и погосте Николо-Железовском также находились земские училища, в деревне Некрасино было организовано ссудо-сберегательное товарищество.
По сведениям 1913 года земские училища располагались в деревнях Елгозино, Захарово, Новиково, Павельцево, Троицкое, Третьяково, Фенькино, сёлах Спасском и Тархово; в деревнях Вельги и Стешино имелись церковно-приходские школы, в деревне Кузнечково — школа. В селе Петровском находились министерское 2-классное училище, земская больница, квартира урядника, волостное правление, пожарная дружина, богадельня, церковно-приходское попечительство, 2 постоялых двора, войлочная фабрика и кирпичный завод.
В 1920 году в волости было 37 сельсоветов. В 1923 году было произведено их укрупнение. К 1929 году насчитывалось 13 сельсоветов: Власковский, Городищенский, Дятловский, Елгозинский, Захаровский, Кузнечковский, Наговский, Новиковский, Павельцевский, Петровский, Спасский, Тарховский и Тихомировский.
В ходе реформы административно-территориального деления СССР в 1929 году Петровская волость была упразднена, а её территория вошла в состав Клинского района Московской области.